# Eschenau (Basse-Autriche)
Pour les articles homonymes, voir Eschenau.
Eschenau est une commune autrichienne du district de Lilienfeld en Basse-Autriche.